# Кинтана, Наиро
На́иро Александер Кинта́на Рохас (исп. Nairo Alexander Quintana Rojas; род. 4 февраля 1990 года, Тунха, Колумбия) — колумбийский профессиональный шоссейный велогонщик. Победитель «Джиро д’Италия» и «Вуэльты», призёр общего зачёта «Тур де Франс».

## Карьера
Наиро Кинтана родился в скромной крестьянской семье, которая зарабатывала на жизнь продажей выращенных овощей и фруктов. Когда будущему велосипедисту было семь лет его отец попал в автокатастрофу, в результате чего он не смог работать так, как раньше и большая часть работы легла на плечи Наиро.
Бедная семья не могла оплачивать для Кинтаны школьный автобус, поэтому до школы, расположенной в двадцати километрах от дома колумбиец добирался на велосипеде. Каждый день Наиро преодолевал по дороге в школу гору, средний градиент которой превышал 8 %. Именно эти вынужденные тренировки и предопределили будущую велосипедную специализацию Кинтаны.

### Первые профессиональные годы
В 2009 году Кинтана подписал профессиональный контракт с региональной командой Boyacá es para Vivirla, а год спустя он перешёл в главную колумбийскую профессиональную команду — Colombia es Pasión. В её составе он первенствовал в главной молодёжной гонке мира — Тур де л'Авенир, выиграв на ней два этапа и общий зачёт. Год спустя, на Туре Каталонии Кинтана добыл звание лучшего горного гонщика, что вызвало к нему интерес со стороны европейских команд.
2012 год Наиро начал в составе команды высшего дивизиона — Movistar Team. В новой команде колумбиец быстро освоился и уже в мае стал вторым на Vuelta a la Comunidad de Madrid, а месяц спустя он добыл и первую победу на гонках Мирового тура, выиграв королевский горный этап Критериума ду Дофине.
В августе 2012 года Кинтана впервые стартовал на испанской Вуэльте, где он был главным горным помощником Алехандро Вальверде, неоднократно оказывая своему капитану помощь на самых сложных этапах. Несмотря на статус командного работника на своём первом гранд-туре колумбиец занял 36-е место. На закате сезона Кинтана одержал победу на престижной итальянской однодневной гонке — Джиро Эмилия.
В начале 2013 года Кинтана стал 15-м на Париж-Ницца, потом одержал победу на горном этапе Вуэльты Каталонии, которую он завершил на четвёртой позиции, уступив место на подиуме только на последнем этапе. Уже в качестве капитана команды молодой колумбиец отправился на Тур Страны Басков, где он смог полностью оправдать возложенные на него ожидания. Он первенствовал на королевском четвёртом этапе, который заканчивался сложнейшим подъёмом Аррарте, а на последней разделке он уступил только чемпиону мира Тони Мартину, обойдя всех своих конкурентов в борьбе за жёлтую майку лидера. В итоге он на 23 секунды опередил австралийца Ричи Порта и более чем на полминуты соотечественника Серхио Энао, выиграв общий зачёт, а также зачёт лучшего в спринтерской классификации.

### Тур де Франс 2013
После этого Кинтана взял перерыв для подготовки к Тур де Франс. Для подготовки он удалился в родную Колумбию после Льеж — Бастонь — Льеж и не выступал в гонках вплоть до самого начала Тура и даже не проводил разведку маршрута, полагаясь на советы товарищей по команде и Google Earth.
Перед стартом Тура он считался одним из фаворитов горного и молодёжного зачётов. Несмотря на это, директор команды Movistar Team Эусебио Унсуэ крайне осторожно оценивал шансы Кинтаны, предполагая что он ещё не готов бороться за высокие места в общем зачёте, и называя этот Тур для него учебным.
К первом горному этапу колумбиец подошёл без потерь времени в общем зачёте и на восьмом этапе предпринял атаку на предпоследнем подъёме высшей категории Порт де Паилхерес — наивысшей точке маршрута Тур де Франс. Наиро выиграл эту гору, опередив Пьера Роллана и показал одно из лучших времён на этой горе, вплотную приблизившись к её рекорду. Этап Кинтана закончил девятым, финишировав в группе с двукратным чемпионом Тура Альберто Контадором, проиграв 1:45 Крису Фруму, который выиграл этап. Этот результат позволил колумбийцу выйти в лидеры в молодёжном зачёте, опередив поляка Михала Квятковски. Кинтана удерживал эту майку на протяжении трёх этапов, но после разделки уступил её тому же Квятковски.
На 13-м этапе капитан команды Алехандро Вальверде потерял 9 минут из-за попадания в ветровые эшелоны и Кинтана неожиданно стал главной ставкой Movistar Team в общем зачёте. Спустя два дня, в День взятия Бастилии Наиро подтвердил свой капитанский статус на этапе, который финишировал на легендарной вершине Мон-Ванту. Он предпринял атаку за 12 километров до финиша, легко обойдя остатки раннего отрыва и атаковавшего чуть ранее баска Микеля Ниеве. Пролидировав некоторое время в сольном стиле, он был настигнут лидером общего зачёта Фрумом и стал единственным гонщиком, которого британец не смог сразу сбросить. В ровном темпе сменами Кинтана и Фрум доехали практически до вершины горы, но за километр до финишной черты Кинтана не выдержал темпа Фрума и в итоге уступил ему 29 секунд, став вторым. Несмотря на это, время горовосхождения, показанное колумбийцем стало сороковым за всю историю восхождений на Мон-Ванту. Этот успех позволил стать ему вице-лидером горной классификации и вновь возглавить зачёт лучшего молодого гонщика.
Ещё более убедительно юный колумбиец выглядел на 18-м этапе, который заканчивался на ещё одной легендарной для Тур де Франс вершине — Альп-д'Юэз. Он стал четвёртым, уступив только участникам раннего отрыва во главе с Кристофом Риблоном, но главным достижением для него стало то, что он смог опередить всех своих соперников в борьбе за высокие места в общем зачёте. У Фрума он выиграл более минуты, у Контадора — две, показав лучшее среди всех время восхождения на Альп-д’Юэз. Этот успех позволил подняться ему на третью строчку общего зачёта, лишь в 20 секундах позади Контадора.
На последнем горном этапе, который проходил в День независимости Колумбии и заканчивался подъёмом Монт-Семно, колумбиец смог вместе с лидирующим Фрумом и Хоакимом Родригесом оторваться от Контадора, а на последнем километре он атаковал своих попутчиков, одержав первую победу на этапе Гранд Тура, попутно выиграв гороховую майку лучшего горного гонщика Тур де Франс, опередив Криса Фрума. Этот результат позволил Кинтане занять второе место в общем зачёте и уверенно первенствовать в молодёжной классификации. Второе место в общем зачёте стало для колумбийского велоспорта рекордным — до этого они никогда не поднимались выше третьего места в генеральной классификации (это сделал Фабио Парра в 1988 году).

### Сезон 2014
Ещё перед началом сезона руководители Movistar Team приняли решение о том, что колумбиец не будет защищать звание горного короля и призёра общего зачёта Тура а сосредоточится на выступлении на Джиро в мае. С этим учётом и была сформировано соревновательная и тренировочная программа Кинтаны.
Уже в январе колумбиец первенствовал на многодневной гонке Тур Сан Луиса, которая проходила в Аргентине. Победу ему принесла удачная сольная атака на четвёртом этапе гонки, который заканчивался подъёмом первой категории Альто дель Амаго, где Наиро выиграл у ближайших преследователей почти целую минуту.
В марте Кинтана стал вторым на Тиррено-Адриатико, уступив только Альберто Контадору. А через две недели на Вуэльте Каталонии колумбиец занял итоговое пятое место, уступив победившему Хоакиму Родригесу всего 10 секунд.
После этого Кинтана отказался от защиты титула победителя Тура Страны Басков и от выступления на арденнских классиках в апреле. Вместе с товарищем по команде Джонатаном Кастровьехо он отправился в родную Колумбию для того, чтобы подготовиться к итальянской супермногодневке, на которую он отправился в качестве единственного капитана своей команды.
Начало Джиро выдалось для Кинтаны не слишком удачным: в командной гонке Movistar Team проиграла победителям почти минуту, на шестом этапе колумбиец упал и получил травму колена. Помимо этого, в конце первой недели он простудился и вынужден был проходить курс антибиотиков. Однако консервативное ведение гонки остальными лидерами позволило Кинтане сохранить шансы на успех в общем зачёте. Хотя после гонки на время он уступал Ригоберто Урану 3:29, колумбиец не сдался, и в конце второй недели смог отыграть у своего соотечественника несколько десятков секунд.
На королевском 16-м этапе, проходившем в тяжёлых погодных условиях Кинтана предпринял атаку на спуске с перевала Стельвио и воспользовавшись тем, что многие команды посчитали что спуск будет нейтрализован, развил своё преимущество до двух минут, а на финишном подъёме этапа колумбиец удвоил своё преимущество, выиграв этап, полностью отыграв отставание в общем зачёте, а также перехватил лидерство в общем зачёте с полутораминутным преимуществом над Ураном. Вторую победу на гонке Наиро одержал на 19 этапе — он выиграл горную разделку по склонам горы Монте Граппа. На следующем этапе, завершавшемся легендарным Дзонколаном колумбиец спокойно защитил свою розовую майку, финишировав в одной группе с Ураном и показав 18-е время за всю историю подъёмов на Дзонколан. Наиро Кинтана стал первым в истории колумбийцем, одержавшем победу на Джиро д’Италия, попутно выиграл белую майку лучшего молодого гонщика Джиро (при этом колумбийцы выиграли белую майку третий год подряд).
При подготовке к испанской Вуэльте Кинтана второй год подряд выиграл Вуэльту Бургоса. На испанской супермногодневке колумбиец поначалу вёл борьбу достаточно консервативно, но благодаря победе Movistar Team в командной гонке находился на верхних позициях общего зачёта. По итогам девятого этапа до Вальделинареса, где Наиро ответил на горную атаку Альберто Контадора, он вышел в лидеры общего зачёта перед гонкой на время, которая была запланирована на десятом этапе.
На разделке колумбиец ошибся в одном из поворотов на спуске, вылетел с трассы и даже не сразу смог вернуться на велосипед. Проиграв за один этап более четырёх минут Наиро сразу же выбыл из борьбы за общую победу. А уже не следующем этапе Кинтана попал в тяжёлый завал в результате которого он получил перелом лопатки и сошёл с гонки. Травма также помешала Наиро побороться за медали чемпионата мира.
Несмотря на неудачу на Вуэльте колумбиец второй год подряд был признан лучшим спортсменом своей страны.

### Сезон 2015
Сезон 2015 Кинтана по традиции начал со старта в Аргентине на Туре Сан Луиса. В общем зачёте этой гонки колумбиец замкнул тройку лучших.
На чемпионате Колумбии Кинтана упал за 50 км до финиша, повредил локоть и вынужден был отказаться от старта на Вуэльте Андалусии.
Первым европейским стартом для Наиро стала итальянская недельная гонка Тиррено — Адриатико. Кинтана выиграл эту гонку, победив в тяжёлую снежную погоду на королевском горном этапе с финишем на вершине Монте Терминилло. Также колумбиец принял участие в бельгийских классических брусчатых гонках в рамках подготовки к этапам Тур де Франс.

## Статистика выступлений

### Многодневки
| Гранд-туры                |      |      |      |      |      |      |      |      |      |
| Гранд-тур                 | 2011 | 2012 | 2013 | 2014 | 2015 | 2016 | 2017 | 2018 | 2019 |
| Джиро д’Италия            | —    | —    | —    | 1    | —    | —    | 2    | —    |      |
| Тур де Франс              | —    | —    | 2    | —    | 2    | 3    | 12   | 10   |      |
| Вуэльта Испании           | —    | 36   | —    | НФ   | 4    | 1    | —    | 8    |      |
| Многодневки Мирового тура |      |      |      |      |      |      |      |      |      |
| Гонка                     | 2011 | 2012 | 2013 | 2014 | 2015 | 2016 | 2017 | 2018 | 2019 |
| Париж — Ницца             | —    | —    | 15   | —    | —    | —    | —    | —    | 2    |
| Тиррено — Адриатико       | —    | —    | —    | 2    | 1    | —    | 1    | —    | —    |
| Вуэльта Каталонии         | 103  | 26   | 4    | 5    | —    | 1    | —    | 2    | 4    |
| Тур Страны Басков         | —    | —    | 1    | —    | 4    | 3    | —    | 5    | —    |
| Тур Романдии              | —    | —    | —    | —    | 8    | 1    | —    | —    |      |
| Критериум Дофине          | —    | 38   | —    | —    | —    | —    | —    | —    |      |
| Тур Швейцарии             | —    | —    | —    | —    | —    | —    | —    | 3    |      |

## Личная жизнь
У Наиро Кинтаны есть младший брат Дайер, профессиональный велогонщик, выступающий за команду Movistar Team с 2014 года. Спутницу жизни колумбийца зовут Паула. 10 февраля 2014 года в их семье родилась дочь Мариана.